# 로토무
| 이름   | 이름           | 이름            | 도감번호          | 성비  |
| 한국어 | 일본어         | 영어            | 도감번호          | 성비  |
| 로토무 | ロトム(로토무) | Rotom           | 전국 479 신오 152 | 없음  |
| 포켓몬 | 타입           | 분류            | 신장              | 체중  |
| 로토무 | 전기 / 고스트  | 플라스마 포켓몬 | 0.3m              | 0.3kg |

| 특성 |                             |
| 부유 | 땅 타입 기술에 맞지 않는다. |

《로토무》(Rotom, 일본어: ロトム 로토무[*])는 포켓몬스터 시리즈에 등장하는 가공의 캐릭터(몬스터)다.

## 특징
플라스마로 이루어진 포켓몬. 가전제품이나 전자제품에 숨어 들어가 나쁜 짓을 한다는 걸로 전해진다. 로토무의 이름의 유래는 모터(motor)을 거꾸로 읽은 것(rotom)이다.

## 게임에서의 로토무
DP 혹은 플라티나 버전을 플레이하고 있는 도중 영원시티 로 가는 길의 "숲의 양옥집"에서 닌텐도 시간으로 저녁 8시 이후에 체육관 관장 유채를 만난 뒤 포획할 수 있다. 숲의 양옥집 안의 TV에 말을 걸면 로토무가 나타난다. DP에서는 리그전을 클리어한 뒤 전국도감을 입수해야 조우할 수 있다. 플라티나 버전에서만 가능한 로토무의 폼 체인지가 있는데 WI-FI 연동으로 "이상한 키"를 얻었을 때만 가능하다. 갤럭시단 영원시티 본부의 맨 위 맨 왼쪽의 벽에 말을 걸면 이상한 키를 통한 이벤트가 발생하며 비밀의 방이 열린다. 들어가면 5개의 가전제품이 늘어져 있는데 그 가전제품에 말을 걸어보면 로토무가 폼 체인지를 개시한다. 그리고 폼 체인지 후에는 박사가 와서 설명을 해 준다.
- 히트로토무 (특수기술 오버히트)
- 스핀로토무 (특수기술 에어슬래시)
- 프로스트로토무 (특수기술 눈보라)
- 워시로토무(특수기술 하이드로펌프)
- 커트로토무 (특수기술 리프스톰)

폼체인지 할 경우 자동으로 폼에 맞추어 기술이 변한다. 그리고 특수 폼에서 노멀 폼으로 돌아왔을 땐 돌아오기 직전의 특수기술을 가지고 노멀 폼이 된다. 배틀 프론티어에 들어가려면 노말 폼이어야 한다. Pt 기라티나에서 로토무는 신오도감 152번으로 등록되어 있다.
그러나 큰 실용성은 없었던 로토무의 폼체인지는 5세대부터는 전혀 다른 양상을 보인다. 5세대 이후 폼체인지로 타입까지 전기 + ? 로 바뀌게 되어, 폼체인지 로토무가 상당히 인기를 얻게 되는데 특히 워시로토무 (물)는 뛰어난 방어 상성과 위력적인 특수공격으로 크게 유행한다.
7세대에는 포켓몬 도감과 로토무가 융합한 '로토무도감'이 등장하며 주인공에게 말로 설명해 준다. 다만 배틀에는 참여하지 않는다.
8세대에서는 최신형 스마트폰과 융합한 폰이 등장하여 타운맵, 도감 등의 기능을 같이 가진 형태로 나왔다.
2008년 11월 27일에 DP 105번째 에피소드인 "숲의 양갱과 장난꾸러기 로토무!"편이 DP 104번째 에피소드와 같이 1시간 스페셜로 방영될 때 등장했다.
《포켓몬스터 썬&문》3화에서 지우가 쿠쿠이박사로부터 받은 도감에 들어가서 지우의 도감 포켓몬이 된다. 성우는 나미카와 다이스케, 정주원.